# Panzer-Division Bergen
Die Panzer-Division Bergen war ein Großverband des Heeres der deutschen Wehrmacht.

## Geschichte

### Aufstellung
Angesichts des drohenden Zusammenbruchs der Westfront im März 1945 beschloss das Stellvertretende Generalkommando XI in Hannover, die Aufstellung der PD Bergen aus der Panzertruppenschule Bergen, obwohl diese bereits nicht mehr im Besitz von Kampfpanzern und Artillerie war. Den Befehl über die neu aufgestellte Division erhielt Oberst Erhard Grosan.

### Marsch in den Einsatzraum
Am 29. März 1945 marschierte die Lehrtruppe Fallingbostel zusammen mit der Panzerjagd-Brigade Bergen unter Oberstleutnant Rode an die vorgesehene Stellung an der Weser. Von dort aus entwickelten sich Kämpfe bei Rinteln und Bodenwerder bis zur sogenannten Harzfestung. 

### Vernichtung
Die PD Bergen war jedoch aufgrund ihrer mangelnden Bewaffnung, fehlender Munition und ohne Nachschub nicht in der Lage, die 2. US-Panzerdivision aufzuhalten, und ihre Hauptmasse wurde bei Rinteln vernichtet. Eine Nachhut unter Major Schulz konnte keine Verbindung mehr zu der Division herstellen und musste in den Harz ausweichen.

### Verwendung der Reste der Division
Aus den zerschlagenen Resten der Division bildeten Oberst Grosan und Major Graf von Werthern die „Kampfgruppe Grosan“, die sich eine Zeitlang an der Aller bis Soltau behaupten konnte, dann über die Elbe bis Berlin und dann nach Schleswig-Holstein marschierte. 

### Kapitulation
Die Reste des Verband kapitulierten schließlich bei Bad Segeberg. Am 9. Mai 1945 erhielten Oberst Grosan und Hauptmann Lotze das Ritterkreuz.

## Gliederung
- Lehrtruppe Fallingbostel
  - Panzergrenadier-Bataillon Hauptmann Birngruber
- Panzerjagdbrigade Bergen
- Regimenter ohne schwere Waffen